# Stazione di Le Mans Hôpital-Université
La stazione di Le Mans Hôpital-Université (in francese Gare du Mans Hôpital-Université) è la seconda stazione ferroviaria di Le Mans, Francia.